# Moduza procris

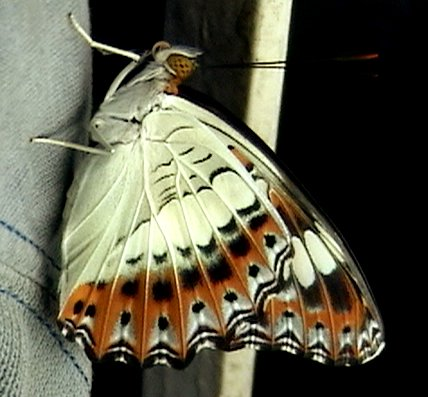
Flügelunterseite

Moduza procris ist ein in Asien vorkommender Schmetterling (Tagfalter) aus der Familie der Edelfalter (Nymphalidae). Im englischen Sprachgebrauch wird die Art als Commander bezeichnet.

## Merkmale

### Falter
Die Flügelspannweite der Falter beträgt 65 bis 70 Millimeter. Zwischen den Geschlechtern besteht kein Sexualdimorphismus, da Männchen und Weibchen die gleichen Zeichnungselemente aufweisen. Sämtliche Flügel zeigen auf der Oberseite eine rotbraune bis dunkelbraune Grundfarbe. Ein breites, weißes, quer verlaufendes Band erstreckt sich mittig über Vorder- und Hinterflügel. Die Submarginalregion ist verdunkelt und von einer schwarzen Wellenlinie durchzogen. Auf den Flügelunterseiten scheinen die wesentlichen Merkmale der Musters der Oberseiten hindurch, jedoch ist die Basalregion der Hinterflügel großflächig silberweis bis eisgrau gefärbt. Der Saugrüssel ist gelb.

### Ei
Das Ei hat eine grüne Farbe und ist auf der Oberfläche mit sehr kurzen, weißlichen Härchen überzogen. Die halbkugelige Form ähnelt einem abgeflachten kleinen Golfball, da sie viele Dellen (Dimples) zeigt. Es wird in der Regel einzeln auf der Blattoberfläche einer Nahrungspflanze abgelegt.

### Raupe
Die Raupen sind schwarzbraun gefärbt. Zu ihrem Schutz zeigen sie ein außergewöhnliches Verhalten: Auf den Blättern ihrer Nahrungspflanze legen sie Begrenzungswälle aus eigenen Kotballen an, die von Feinden, beispielsweise Ameisen (Formicidae) nicht überschritten werden, da die Kotballen auch giftige Substanzen enthalten. Die gesamte Körperoberfläche der Raupen ist außerdem mit stark verzweigten dornigen Auswüchsen überzogen, wodurch sie für weitere potentielle Fressfeinde, beispielsweise Vögel ungenießbar werden. 

### Puppe
Die Puppe hat eine unregelmäßige, gebogene Form, die am unteren Ende in zwei kurzen hammerartigen Merkmalen ausläuft. Sie ist rotbraun gefärbt und zeigt in der Mitte zwei sehr kleine weißliche Punkte. Das Gesamterscheinungsbild ähnelt einem vertrockneten und zusammengerollten Blatt, wodurch sie von Fressfeinden kaum erkannt werden kann. Sie wird als Stürzpuppe mit einer Gespinstverankerung an Zweigen, Stämmen oder Blättern angeheftet. Kurz vor dem Schlüpfen der Falter scheinen deren Zeichnungsmerkmale bereits durch die Puppenhülle hindurch.

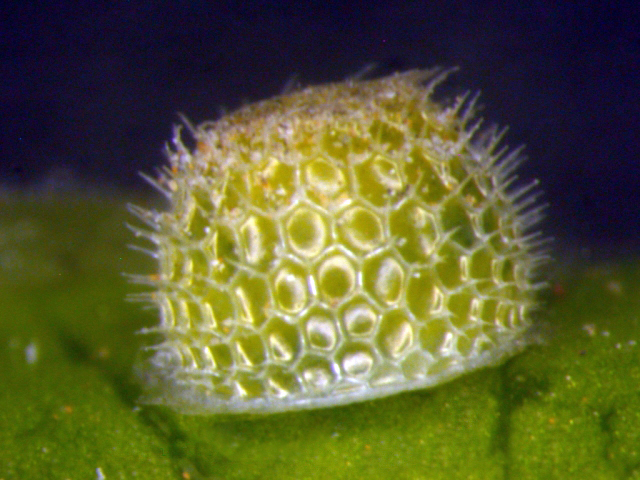
Ei
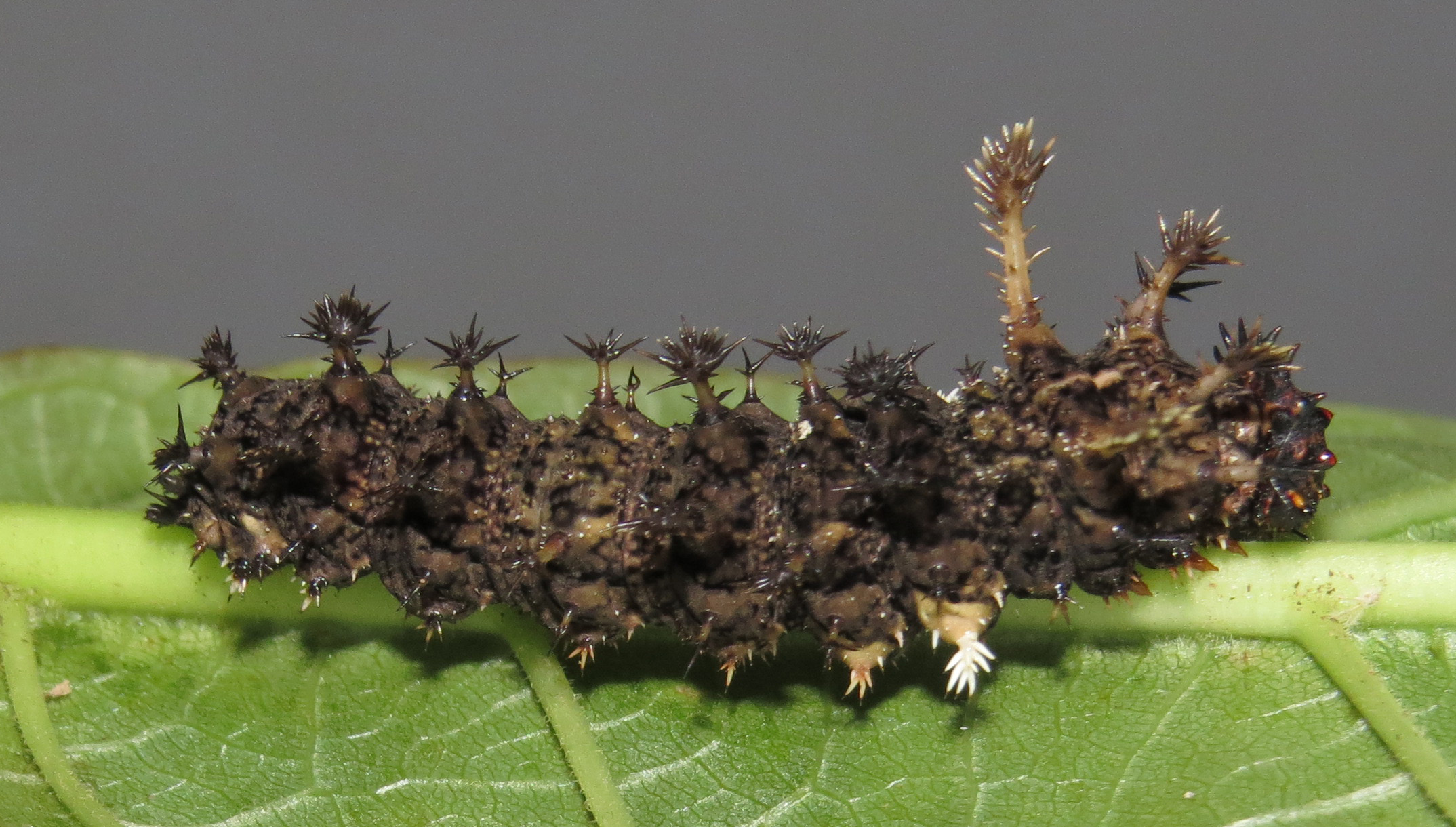
Raupe
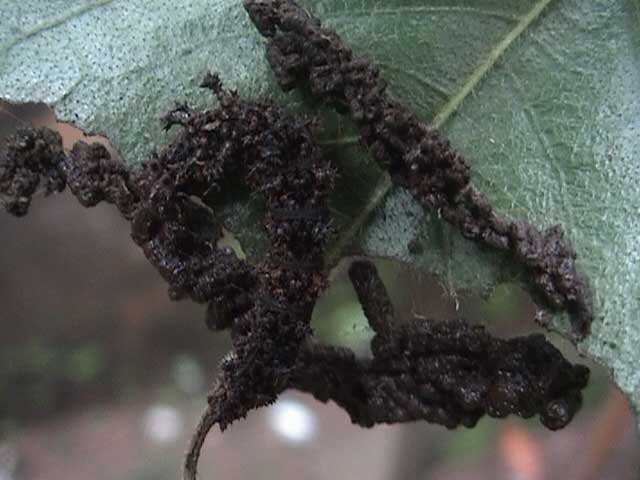
Raupe, von einem aus Kotballen gebildeten Schutzwall umgeben
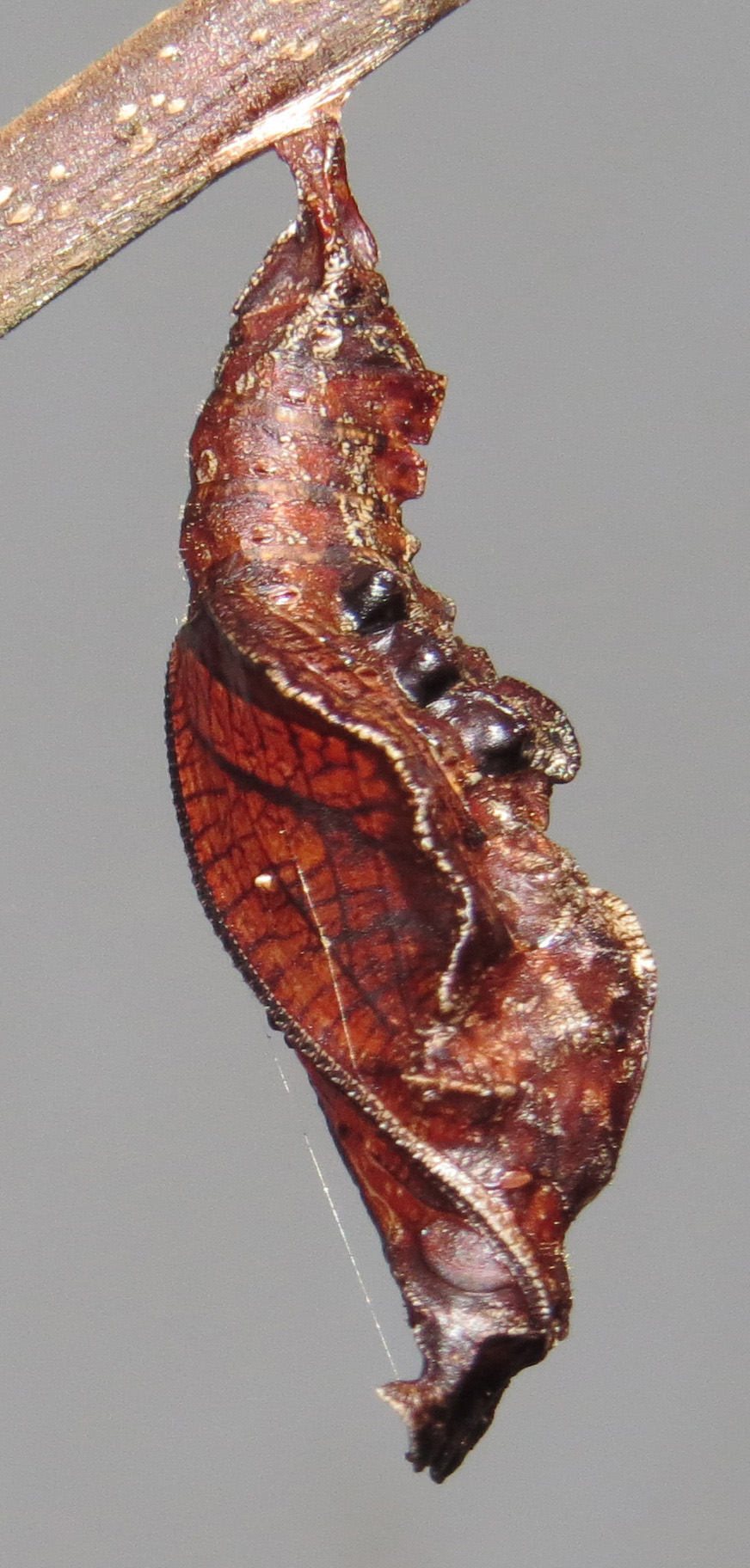
Puppe Seitenansicht
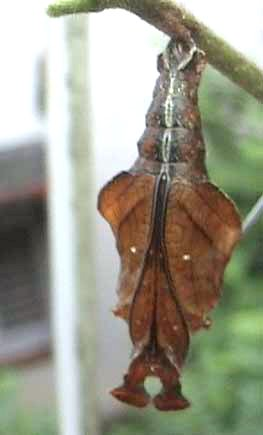
Puppe Vorderansicht

## Verbreitung, Unterarten und Lebensraum
Die Art kommt in Indien, Sri Lanka, Thailand, Malaysia, Nepal, Myanmar, Brunei und Singapur, im Süden Chinas sowie auf Java, Sumatra und den Philippinen vor. In den verschiedenen Vorkommensgebieten werden derzeit 18 Unterarten klassifiziert. Moduza procris besiedelt in erster Linie dichte Regenwälder.

## Lebensweise
Die Falter zeigen ein sehr aktives Flugverhalten. Zur Nektaraufnahme besuchen  sie gelegentlich verschiedene Blüten. Männchen saugen zuweilen auch an urinhaltigen Erdstellen, um Flüssigkeit und Mineralstoffe aufzunehmen. Die Raupen ernähren sich bevorzugt von den Blättern von Rötegewächsen (Rubiaceae).